# Vergrößerungsfunktion
Die Vergrößerungsfunktion gibt im eingeschwungenen Zustand eines von außen angeregten Schwingungssystems den Zusammenhang zwischen der Eingangs- und Ausgangsamplitude in Abhängigkeit von der Erregerfrequenz an. Der Begriff Vergrößerungsfunktion wird in der Maschinendynamik verwendet. In der Elektrotechnik und Physik wird der Begriff Resonanzkurve verwendet. Die Vergrößerungsfunktion wird auch als Amplituden-Frequenzgang des Systems bezeichnet. Der Amplitudengang und die dimensionslose Vergrößerungsfunktion können sich durch einen Normierungsfaktor unterscheiden. Um die Vergrößerungsfunktion unabhängig von einem speziellen Schwingungssystem auszudrücken, wird auch die Erregerfrequenz auf die ungedämpfte Eigenfrequenz bezogen. Der Vergrößerungsfaktor oder Verstärkungsfaktor ist der Wert der Vergrößerungsfunktion bei einer bestimmten Frequenz.

## Überblick

### Beispiel Kraftanregung

Masse-, Feder-, Dämpfer-System

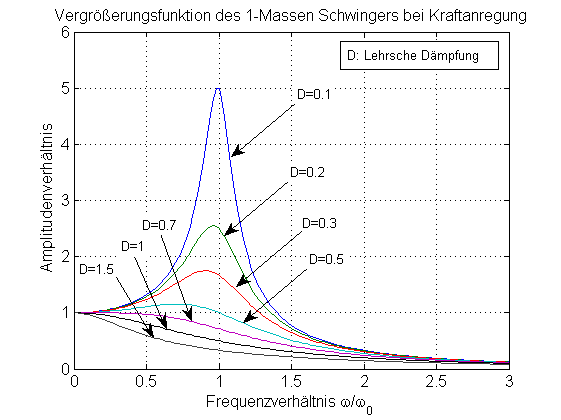
Vergrößerungsfunktion in Abhängigkeit vom Frequenzverhältnis und der Lehrschen Dämpfung

Ein lineares gedämpftes Schwingungssystem, wie beispielsweise das nebenstehend abgebildete Masse-Feder-Dämpfer-System, kann durch eine periodische Kraft, die auf die Masse wirkt, zu Schwingungen mit konstanter Ausgangsamplitude  {\displaystyle x} angeregt werden. 
Die Amplitude der periodisch wirkenden Kraft stellt in diesem Fall die Eingangsgröße dar, die Schwingungsamplitude der Masse ist die Ausgangsgröße. Das frequenzabhängige Verhältnis der Ausgangsgröße zu der Eingangsgröße multipliziert mit einem konstanten Faktor ist die Vergrößerungsfunktion  {\displaystyle \alpha _{1}} (siehe Herleitung Kraftanregung):
{\displaystyle \alpha _{1}={\frac {1}{\sqrt {(1-\eta ^{2})^{2}+(2\,D\eta )^{2}}}}}
Dabei bezeichnet:
- {\displaystyle \eta } das Frequenzverhältnis {\displaystyle \omega /\omega _{0}},
- {\displaystyle D} die Lehrsche Dämpfung,
- {\displaystyle \omega } die Erregerkreisfrequenz,
- {\displaystyle \omega _{0}} die ungedämpfte Eigenkreisfrequenz des Schwingungssystems, auch Kennkreisfrequenz genannt.

Bei kleinen Erregerfrequenzen {\displaystyle \eta \rightarrow 0} strebt die Vergrößerungsfunktion {\displaystyle \alpha _{1}\rightarrow 1}, bei sehr hohen Frequenzen {\displaystyle \eta \gg 1} strebt die Vergrößerungsfunktion gegen Null wie {\displaystyle \alpha _{1}\approx \eta ^{-2}}. (Siehe Abb.)
Bei sehr geringer Dämpfung {\displaystyle D\rightarrow 0} konvergiert die Vergrößerungsfunktion gegen die Einhüllende:
{\displaystyle \alpha _{1,max}={\frac {1}{\left|(1-\eta ^{2})\right|}}}

#### Resonanz
Für {\displaystyle D<{\sqrt {1/2}}} hat die Vergrößerungsfunktion {\displaystyle \alpha _{1}} bei {\displaystyle \eta ={\sqrt {1-2\,D^{2}}}} ein Maximum (Amplitudenresonanz) mit dem Wert
{\displaystyle \alpha _{1,{\text{max}}}={\frac {1}{2D{\sqrt {1-D^{2}}}}}}.
Bei geringer Dämpfung {\displaystyle D\ll 1} ist die Resonanzamplitude umgekehrt proportional und die Breite der Resonanz direkt proportional zu {\displaystyle D}. Bei starker Dämpfung {\displaystyle D\geq {\sqrt {1/2}}} liegt das Amplitudenmaximum mit dem Wert 1 fest bei {\displaystyle \eta =0}.
Bei verschwindender Dämpfung treten im Resonanzfall theoretisch unendlich große Amplituden auf. Ausgehend von der Ruhelage baut sich während des Einschwingvorgangs die Amplitude aber nur linear mit der Zeit auf, bei Kraftamplitude  {\displaystyle {\hat {F}}} und Masse  {\displaystyle m} des Schwingungssystems gemäß
{\displaystyle {\hat {x}}={\frac {\hat {F}}{2\,m\,\omega _{0}}}\cdot t}.
Bei {\displaystyle \omega =\omega _{0}} eilt die eingeschwungene Schwingung der erregenden Kraft um genau 1/4 Periode  hinterher (Phasengang −90°, auch als Phasenresonanz bezeichnet). Daher ist der Energiefluss stets in das Schwingungssystem hinein gerichtet, während er sonst zweimal pro Periode sein Vorzeichen wechselt, weil die Phasendifferenz bei geringerer Frequenz kleiner als 90° und bei höherer Frequenz größer als 90° (und bis 180°) ist. Der Energieinhalt der Schwingung erreicht bei {\displaystyle \omega =\omega _{0}} sein Maximum.

### Anregungen
Ist die Kraftamplitude von der Erregerfrequenz unabhängig, gibt die Vergrößerungsfunktion bis auf einen konstanten Faktor direkt den Amplitudengang wieder. Bei Fliehkraftanregung, z. B. durch Unwucht, ist die anregende Kraft quadratisch von der Frequenz abhängig. So ergibt sich die Vergrößerungsfunktion
{\displaystyle \alpha _{3}=\eta ^{2}\alpha _{1}}
Statt einer Kraftanregung auf die Masse kann das Schwingungssystem auch über das Feder/Dämpferelement angeregt werden. Diese Art der Anregung wird auch als Fußpunktanregung oder Weganregung bezeichnet. Dabei ergibt sich die Vergrößerungsfunktion {\displaystyle \alpha _{4}} (siehe Schwingungsisolation, bzw. Herleitung Weganregung). Beispiel ist das Viertelfahrzeug als einfachstes Modell für das Schwingungsverhalten eines Pkw.
Beispiele für die Vergrößerungsfunktionen bei verschiedenen Anregungsarten finden sich in:

## Herleitung

### Kraftanregung
Die Herleitung der Vergrößerungsfunktion bei Kraftanregung erfolgt aus der Differentialgleichung für eine erzwungene Schwingung. Gesucht sei die Amplitude x. Mit Masse {\displaystyle m}, Federkonstante {\displaystyle c} und Dämpfungskonstante {\displaystyle d} folgt:
{\displaystyle m\;{\ddot {x}}+d\;{\dot {x}}+c\;x=F(t)}.
Durch Division mit c:
{\displaystyle {\frac {m}{c}}\;{\ddot {x}}+{\frac {d}{c}}\;{\dot {x}}+x={\frac {1}{c}}\;F(t)}.
erhält man die Differentialgleichung:
{\displaystyle {\frac {1}{\omega _{0}^{2}}}\;{\ddot {x}}+{\frac {2D}{\omega _{0}}}\;{\dot {x}}+x={\frac {1}{c}}\;F(t)}.
Durch Anwendung der Laplace-Transformation erhält man die Übertragungsfunktion:
{\displaystyle {\frac {x(s)}{F(s)}}=G(s)={\frac {1}{c}}\;{\frac {1}{1+{\frac {2D}{\omega _{0}}}\;s+{\frac {1}{\omega _{0}^{2}}}\;s^{2}}}}
Mit {\displaystyle s=j\omega \,} und {\displaystyle \eta =\omega /\omega _{0}\,} erhält man den Frequenzgang:
{\displaystyle G(\omega )={\frac {1}{c}}\;{\frac {1}{1-\eta ^{2}+j\cdot 2D\eta }}}
Den Amplitudenfrequenzgang erhält man als Betrag des komplexen Frequenzgangs:
{\displaystyle \left|G(\omega )\right|={\frac {1}{c}}\;{\frac {1}{\sqrt {\left(1-\eta ^{2}\right)^{2}+\left(2D\eta \right)^{2}}}}={\frac {1}{c}}\;\alpha _{1}(\eta )}
Als Vergrößerungsfunktion wird der Ausdruck {\displaystyle \alpha _{1}(\eta )} bezeichnet:
{\displaystyle \alpha _{1}={\frac {1}{\sqrt {\left(1-\eta ^{2}\right)^{2}+\left(2D\eta \right)^{2}}}}}
Bei gegebener Kraftamplitude erhält man die Wegamplitude somit zu:
{\displaystyle {\hat {x}}(\eta )={\frac {\hat {F}}{c}}\;\alpha _{1}(\eta )}

### Weganregung

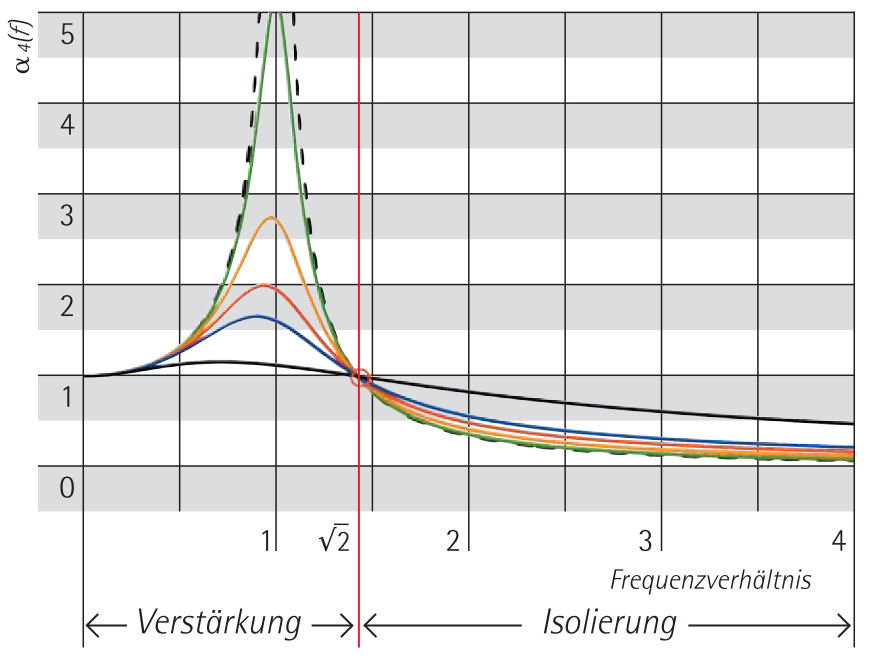
Vergrößerungsfunktion bei Weganregung für verschiedene Dämpfungswerte

Der Schwinger wird über das Feder/Dämpferelement mit z(t) angeregt. Diese Form der Anregung wird als Fußpunktanregung bezeichnet. Gesucht sei die Amplitude x. Die Differentialgleichung lautet:
{\displaystyle m\;{\ddot {x}}+d\;{\dot {x}}+c\;x=d\;{\dot {z}}+c\;z}.
Durch Division mit c:
{\displaystyle {\frac {m}{c}}\;{\ddot {x}}+{\frac {d}{c}}\;{\dot {x}}+x={\frac {d}{c}}\;{\dot {z}}+z}.
erhält man die Differentialgleichung:
{\displaystyle {\frac {1}{\omega _{0}^{2}}}\;{\ddot {x}}+{\frac {2D}{\omega _{0}}}\;{\dot {x}}+x={\frac {2D}{\omega _{0}}}\;{\dot {z}}+z}.
Durch Anwendung der Laplace-Transformation erhält man die Übertragungsfunktion:
{\displaystyle {\frac {x(s)}{z(s)}}=G(s)={\frac {1+{\frac {2D}{\omega _{0}}}\;s}{1+{\frac {2D}{\omega _{0}}}\;s+{\frac {1}{\omega _{0}^{2}}}\;s^{2}}}}
Mit {\displaystyle s=j\omega \,} und {\displaystyle \eta =\omega /\omega _{0}\,} erhält man den Frequenzgang:
{\displaystyle G(\omega )={\frac {1+j\cdot 2D\eta }{1-\eta ^{2}+j\cdot 2D\eta }}}
Die Vergrößerungsfunktion ergibt sich hier direkt als Betrag des komplexen Frequenzgangs:
{\displaystyle \alpha _{4}={\sqrt {\frac {1+\left(2D\eta \right)^{2}}{\left(1-\eta ^{2}\right)^{2}+\left(2D\eta \right)^{2}}}}}
Eine isolierende Wirkung bezüglich der Anregung ist erst ab einem Frequenzverhältnis von {\displaystyle \eta >{\sqrt {2}}} gegeben. Bei verschwindender Dämpfung streben {\displaystyle \alpha _{4}} und {\displaystyle \alpha _{1}} gegen die gleiche Einhüllende.
Häufig ist nicht die Amplitude des Schwingers von Interesse, sondern dessen Beschleunigung. Mit
{\displaystyle {\frac {\hat {\ddot {x}}}{\hat {z}}}=\omega ^{2}\;{\frac {\hat {x}}{\hat {z}}}\;}
erhält man den Amplitudengang:
{\displaystyle {\frac {\hat {\ddot {x}}}{\hat {z}}}=\omega _{0}^{2}\;\eta ^{2}\;{\sqrt {\frac {1+\left(2D\eta \right)^{2}}{\left(1-\eta ^{2}\right)^{2}+\left(2D\eta \right)^{2}}}}=\omega _{0}^{2}\;\eta ^{2}\;\alpha _{4}}
Der Ausdruck: {\displaystyle \eta ^{2}\alpha _{4}} ist die dimensionslose Vergrößerungsfunktion zwischen Weganregung am Fußpunkt und der Beschleunigung.